# Pásové zpracování půdy

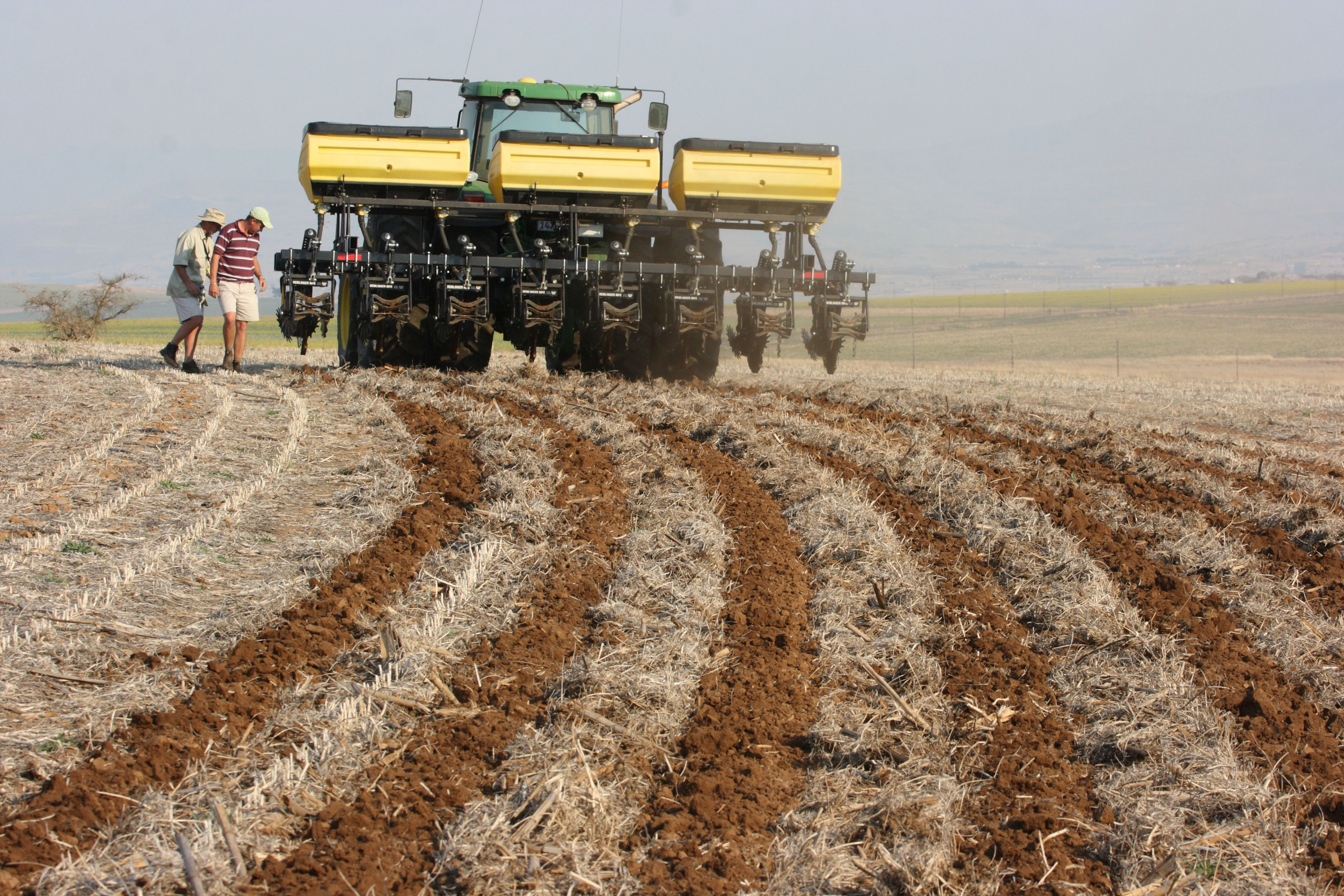
Pásové zpracování půdy

Pásové zpracování půdy (strip-till) je zpracování půdy v pruzích, kdy v prostorách mezi pruhy zůstávají celoročně posklizňové zbytky. Metoda pásového zpracování půdy kombinuje výhody plošného zpracování půdy a setí do nezpracované půdy (no-till). Původ slova strip-till je z angličtiny, kdy část slova strip znamená pruh nebo pás a tillage znamená kypření. Tato metoda byla oficiálně uznaná v roce 1998 v USA. Důvod vzniku byl optimalizace setí do nezpracované půdy a úspora času oproti konvenčnímu zpracování půdy. Tuto metodu je možné zařadit k minimalizačním metodám zpracování půdy.

## Princip technologie
Zpracování půdy metodou strip-till je definováno jako „zpracovávání půdy v pruzích, ve směru řádků následně vysévané plodiny“. Řádky se od sebe pohybují v rozmezí od 0,4 m až do 0,9 m. Přičemž při použití rozteče 0,7 m a více by neměl podíl obdělané plochy přesáhnout jednu čtvrtinu pozemku. Podíl obdělané půdy závisí na rozteči a šířce samotného obdělávaného řádku, který může být široký v rozmezí od 0,15 do 0,4 m podle orničního profilu, stavu půdy, pokrytí povrchu půdy rostlinnými zbytky, jejich množství a velikostí.

## Popis operace

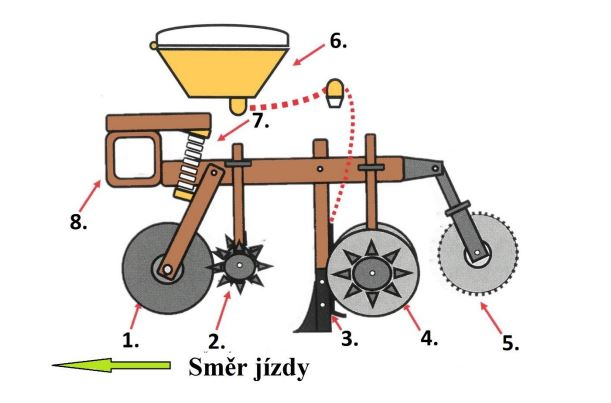
Obrázek 2: Rozmístění pracovních nástrojů na stroji pro klasické pásové zpracování půdy (1. – prořezávací disk; 2. – odstraňovač rostlinných zbytků; 3. – kypřící nástroj s aplikátorem hnojiv; 4. – kypřící a omezovací disky; 5. – rovnací a utužovací válec; 6. – zásobník hnojiva; 7. – jištění pracovní sekce; 8. – rám stroje

Na obrázku vpravo lze vidět názorný náčrt stroje pro pásové zpracování půdy. Při práci stroje s půdou, nejdříve prořezávací disk (1.) prořízne povrch půdy a do značné míry se podílí také na vedení stroje, nebo se o něj stroj může dokonce opírat. Můžeme se setkat také s tzv. pomocnými opěrnými kotouči (koly) po jeho stranách, které se starají o opření stroje a rovněž pomocí nich můžeme nastavit hloubku vnikání do půdy. Za prořezávacím diskem jsou umístěny odhrnovače rostlinných zbytků, (2.) které jsou většinou hvězdicovitého tvaru různé konstrukce. Ty mají za úkol vyčistit obdělávaný pás půdy od rostlinných zbytků. Následně je půda kypřena dlátem, nebo radličkou (3.). Součástí kypřícího nástroje (3.) může být aplikátor kapalných, nebo tuhých hnojiv, který umožňuje přihnojení v řádku. Za kypřícím nástrojem jsou umístěny dva omezovací talíře (4.) zamezující úletu půdy od kypřicího nástroje. Ty také drobí hroudy a přihrnují půdu zpět do řádku. Jako poslední nalezneme zařízení, které se stará o urovnání a utužení horní vrstvy půdy (seťového lože) (5.). Pro možnost přihnojování může být na rámu stroje umístěn také zásobník hnojiva (6.), nebo může být umístěn zásobník (tank) do předních ramen traktoru, který nám zajistí lepší rozložení hmotnosti, a tak i lepší tahové vlastnosti traktoru. U strojů s velkými záběry, které se v Evropě příliš nepoužívají, může být tank také táhnut na vlastním podvozku za strojem. V Evropě se využívá nejčastěji pevných minerálních hnojiv, a tak je možné se setkat spíš s tankem vpředu na traktoru. Popřípadě při využití tekutých statkových hnojiv (kejda, digestát) lze nalézt stroje se zásobníkem uprostřed. Jednotlivé sekce stroje mohou být jištěny (7.), aby bylo zamezeno případnému poškození stroje. Jednotlivé výše zmíněné pracovní nástroje jsou ve většině případů individuálně nastavitelné, aby bylo možné stroj co nejlépe přizpůsobit různým půdním podmínkám a docílit tak ideální intenzity jejího zpracování. Jednotlivé sekce jsou poté připevněny k robustnímu rámu (8.).

## Výhody
Za hlavní výhody lze považovat ochranu půdy v důsledku ponechání rostlinných zbytků v meziřádcích na povrchu půdy, zlepšení půdních podmínek, uložení hnojiv, optimalizované podmínky výsadby. Hlavní využití pásového zpracování půdy v české republice je proti erozi půdy a zlepšení půdních podmínek (zadržení vody v krajině).

#### Eroze půdya hospodaření s vodou

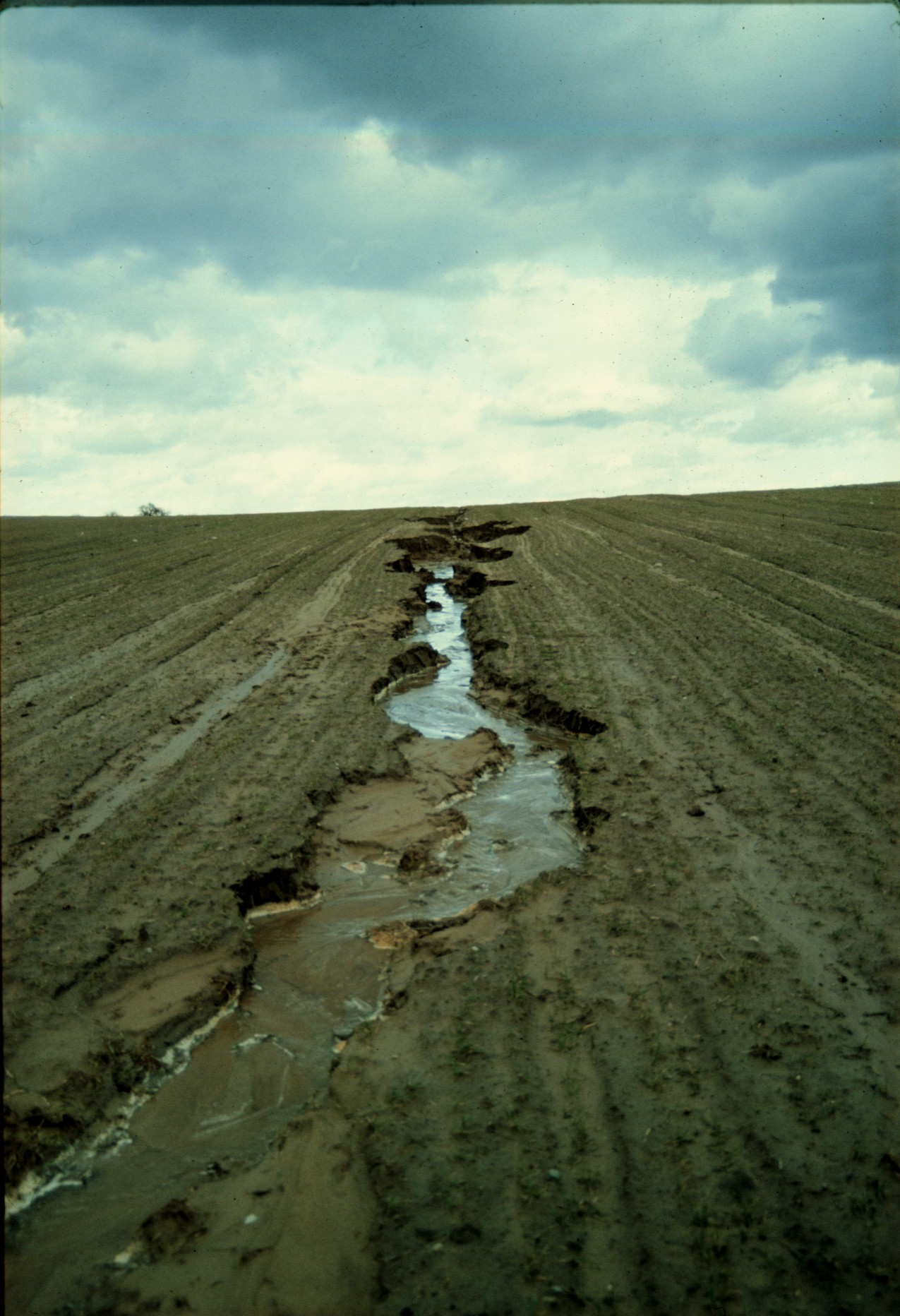
Vodní eroze a smyv úrodné půdy z pozemku

Rostlinné nebo posklizňové zbytky na povrchu půdy v meziřádcích mezi nakypřenými pruhy přispívají ke snížení odparu vody z půdy a při přívalových deštích zabraňují kapkové erozi a smyvu úrodné ornice z pozemku. Dále nakypřený pás umožňuje snadné vsakování vody do půdy ke kořenovému systému a zároveň okolní nezpracovaná půda zajišťuje dobrou kapilární vzlínavost vody ze spodních vrstev půdního profilu a tím zlepšuje zásobení rostlin vodou v období sucha. V období sucha je vodní potenciál stabilnější i v neprokypřených meziřádcích a zároveň umožňuje rychlé vsakování vody do spodních vrstev půdy. Pásové zpracování půdy, tak tedy zamezí větrné erozi pomocí přikryté půdy posklizňovými zbytky a zároveň zabrání vodní erozi pomocí kořenového systému v nezpracovaných meziřádcích dále zamezí smyvu půdy z pozemku a vodu odvede do prokypřeného pásu, kde se lépe vsakuje i do spodních vrstev.

#### Zlepšení půdních podmínek
Metoda pásového zpracování půdy dokáže zlepšit biologickou aktivitu v půdě. Nejen že chrání půdu před erozí, ale během několika let dokáže zvýšit počet žížal v půdě, které zpracovávají organické zbytky a svými exkrementy zvyšují organickou hmotu v půdě. Pásové zpracování půdy v podrytých pásech vytvoří vzduchové komůrky, kam se může rychle vsakovat a ukládat velké množství vody, která je následně k dispozici kořenovému systému rostoucí plodiny. Zakrytá půda posklizňovými zbytky se nepřehřívá a má snížený odpar vody z půdy.

#### Lepší uložení hnojiv
Při pásovém zpracování půdy, lze současně zapravovat kapalná i tuhá hnojiva, minerální i organická (NPK, kejda, digestát). Hnojiva jsou zapravena přímo do půdy ke kořenovému systému rostliny. Tím je možné snížit dávku hnojiva až o 30 %, aby nebyla příliš velká koncentrace hnojiva na jednom místě. Dusík se lépe absorbuje do půdy a neuniká do vzduchu. Při aplikaci kejdy je tak zamezeno případnému zápachu. Důležitá je hloubka uložení hnojiva, aby nedocházelo ke škodlivé koncentraci hnojiva, kořeny rostly do hloubky za hnojivem a nebyly v povrchové vrstvě půdy, kde trpí teplem a suchem. Optimální uložení hnojiva je v hloubce 15–20 cm do šíře zpracovaného pásu 25 cm. Při aplikaci tekutých statkových hnojiv, je lepší využit přímo určeného stroje s aplikátorem a zásobníkem hnojiva.

#### Lepší podmínky pro setí
Pásové zpracování půdy má pozitivní vliv na ohřev půdy pro výsev, především v porovnání s metodou setí do nezpracované půdy a hlavně ve srovnání se systémem setí do předplodin či meziplodin, vymrzajícího mrtvého či živého mulče. Avšak ve srovnání s pozemky obhospodařovanými konvenční metodou zpracování půdy s orbou, není v podmínkách České republiky jednoznačně prokázán pozitivní efekt pásového zpracování půdy na její teplotu.

#### Nižší ekonomické náklady
Metodou pásového zpracování půdy je šetřen čas a tím i peníze. Při menším počtu potřebných pracovních operací pro založení porostu, za předpokladu správného seřízení stroje, je možné ušetřit pohonné hmoty a pracovní čas obsluhy v průměru o cca 30 %. Nezanedbatelnou položkou je také úspora hnojiv, která se u metody pásového zpracování půdy pohybuje také přibližně okolo 30 %. Konvenční pásové zpracování půdy je celkově energeticky méně náročné, z důvodu zpracování půdy pouze v řádku, nikoli plošně. Ušetřit se dá také osivo, například při setí řepky je možné snížit výsevek na 20 rostlin na metr čtverečný.